# 수비번호
수비번호(守備番號)란 야구에서 수비를 하는 야수에게 붙는 번호를 말한다. 스코어보드에서 수비위치를 표시하거나, 스코어시트에 기재할 때 사용된다. 그리고, 야구 중계시 많이 사용된다.

## 번호

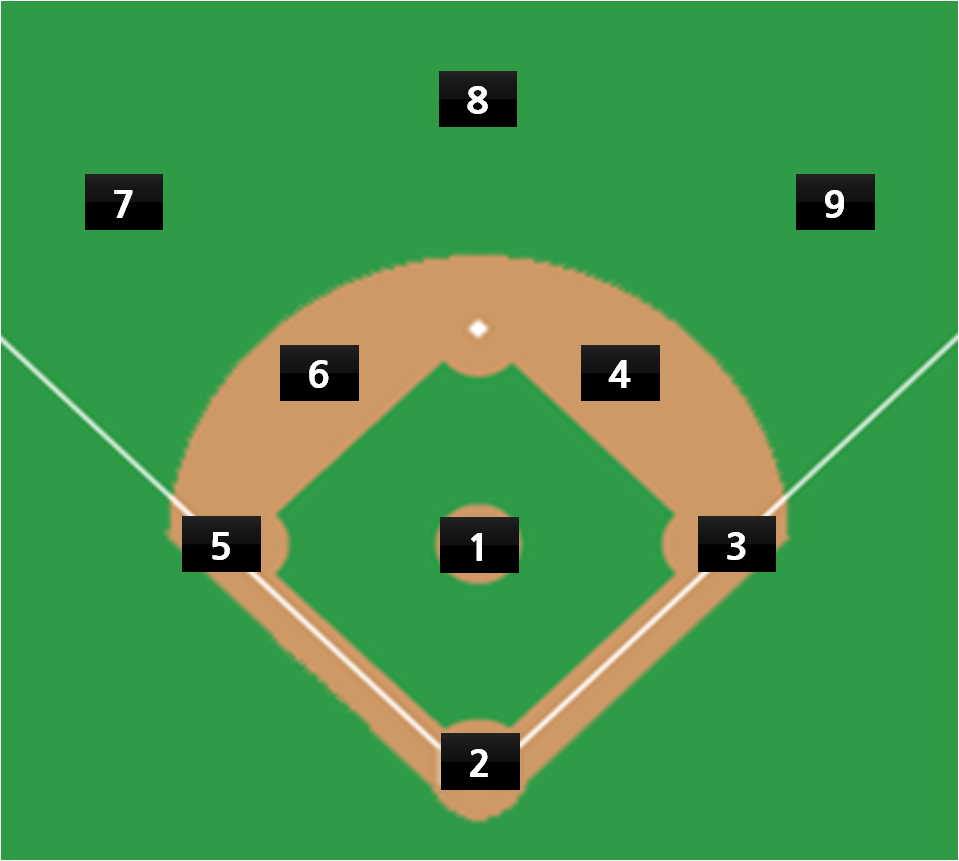
수비 번호에 따른 수비 위치

투수를 기준으로 순서를 매겨 투수→포수→내야수→외야수 순으로 번호가 정해진다. 내야수는 기본적으로 반시계방향, 외야수는 시계방향으로 순서를 매긴다. 주의할 점은 먼저 3루수에 번호를 매긴 후, 유격수에 번호를 매긴다는 것이다.
1. 투수
2. 포수
3. 1루수
4. 2루수
5. 3루수
6. 유격수
7. 좌익수
8. 중견수
9. 우익수

수비시 붙는 번호이므로 지명 타자가 있는 리그에서는 지명타자에게는 번호가 붙지 않는다.

## 장점
- 아라비아 숫자는 남녀노소 불문하고 이해하기 쉽기 때문에 스코어보드에 표시할 때 이들 숫자를 붙인다. 하지만, 선수의 등번호를 붙이는 경우도 있다.
- 야구 중계시 빠르고 정확하게 중계를 해야되기 때문에 주로 더블플레이를 이야기할 때 자주 사용된다. 예를 들어 공이 유격수 정면으로 와 유격수→2루수→1루수의 순서로 타구가 연결되어 더블플레이가 되었을 경우, 6→4→3 병살타라고 이야기한다.

## 단점
- 내야수의 번호와 외야수의 번호를 매기는 순이 다르기 때문에 익숙지 않으면 이해하기 어렵다.
- 스코어시트에 처음 시작할 때, 1번, 2번, 3번을 1루수, 2루수, 3루수로 착각하기 쉽다.